# Trenutki odločitve
Trenutki odločitve je slovenski črno-beli dramski film iz leta 1955 v režiji Františka Čapa. Dogaja se med drugo svetovno vojno. Na Puljskem filmskem festivalu je prejel veliko zlato areno na najboljši film ter zlati areni za moško vlogo (Stane Sever) in režijo (František Čap).

## Igralci
- Stane Sever kot dr. Koren
- Julka Starič kot sestra Marija
- Stane Potokar kot Brodar
- Nežka Gorjup
- Metka Bučar
- Franek Trefalt
- Bert Sotlar
- Severin Bijelić
- Jože Pengov